# 加古川城
加古川城（かこがわじょう）は、播磨国印南郡加古川村、現在の兵庫県加古川市加古川町本町にあった日本の城（平城）。城跡は称名寺となっている。

## 概要
加古川城は糟屋有教によって築城され、播磨では白旗城についで古い城であった。『播磨鑑』には、城は加古川村より一丁（約110メートル）西方にあり、五十間（約90メートル）四方の規模であったと記されている。また『加古川市誌』によると、当時の城は石垣を高くして、中央に物見櫓が設けられており、城壁には矢、鉄砲の発射のための大小の孔が空けられ（狭間）、外部は塹壕をめぐらして、逆茂木を設け、敵が容易に接近できないようにされていたという。
この他に江戸時代後期の絵図『播州三木城地図』（安藤美枝子所蔵）にも「加古糟谷城跡」が描かれている。それによると加古川城はそれぞれ堀と空堀で囲まれた三つの曲輪を持つ城であり、二十間（約36メートル）四方の一の曲輪、二つの櫓を持つ二の曲輪、それらとは独立した縦二十間、横四十間（約72メートル）の出曲輪から成っており、大手には階段、外周には土塁が作られていたという。但しこの絵図がどこまで史実を反映したものであるかは不明である。
天正5年（1577年）、羽柴秀吉らによる毛利氏討伐の軍議がこの城で開かれた。その後、元和元年6月15日（新暦1615年7月10日）に破却された。現在、城跡は称名寺となっており、地表上での遺構は皆無と言って良い状況だが、付近には堀と思われる水路が存在するなど地形に微かに痕跡を留めている。埋蔵文化財包蔵地としては県遺跡№110263が付番されている。城のあった場所は、加古川町本町字城開地と表示されていた。

## 沿革
寿永3年（1184年）に平氏追討の戦功により糟屋有季が、源頼朝から播磨国印南郡南条郷を与えられた。承久の乱（承久3年6月、西暦：1221年6月）後、糟屋有教がこの地に築城した。鎌倉時代には加古川城は播磨守護所で、守護代糟屋氏が在城した。
天正5年（1577年）10月、羽柴秀吉が播磨に入り、毛利氏討伐の軍議がこの城で開かれた。この時の12代城主であった糟屋武則は秀吉につき従って小姓頭となり、賤ヶ岳の戦いで武功をあげ七本槍の1人に数えられるなどの活躍を見せ、最終的には12,000石の大名に出世した。しかし、関ヶ原の戦いで西軍に付いたため、領土を没収された。その後糟屋氏は断絶し、元和元年（1615年）6月15日に破却された。

## 毛利討伐の軍議
天正5年10月、織田信長が秀吉に中国攻めを命じ出陣させた。秀吉はまず播磨に下向し、別所氏らの協力を得て1ヶ月足らずで播磨の大半の豪族を掌握した。秀吉は、背後の脅威である但馬や毛利の勢力が浸透している福原城（佐用郡）、上月城（佐用郡）を武力平定し、戦果報告に帰国した。
改めて秀吉は播磨入りすると加古川城に国内諸城主を集め軍議を行った（加古川評定）。三木城主の別所長治の代理で出席したのは、毛利びいきで名門意識の強い叔父の別所吉親であった。吉親は下層から立身した秀吉を見下すところがあり、評定で秀吉の問いに応じて別所氏の家系から代々の軍功を語る長談義に及び、秀吉の不興を買う事になった。吉親は憤懣を抱いたまま三木城へ帰ると長治を説き伏せ、信長からの離反を決意させた。この決裂により、翌天正6年から8年（1578年 - 1580年）にかけて三木合戦が始まり、三木城及び別所氏一族の諸城を秀吉が攻める事となる（野口城、神吉城、志方城、高砂城、端谷城、御着城など）。天正8年（1580年）に秀吉は諸城を陥落させた後に三木城を落城させ、長治は城兵の命を引き換えに切腹、吉親は徹底抗戦しようとして城兵に見限られ殺された。

## 歴代城主
加古川城の城主は、糟屋氏12代に渡った。
- 初代　有教 - 文永5年3月8日 (旧暦)（1268年4月14日）に没した。
- 2代　季方 - 生涯風月を楽しみ、数多くの和歌を残した。永仁6年8月15日 (旧暦)（1298年9月21日）に没した。
- 3代　久祠 - 播磨守護赤松則村に属し、元弘3年3月10日 (旧暦)（1334年4月24日）の瀬川合戦にて戦死した。
- 4代　保連 - 守護職赤松則祐に属して戦功多い。永徳元年10月（1381年10月）西宮で戦死した。
- 5代　保久 - 河内森口その他諸処の戦に功績があり、明徳3年3月20日 (旧暦)（1392年5月6日）に没した。
- 6代　秀長 - 守護職赤松義則に属し、応永6年（1400年）12月堺ノ浦にて大内義弘との戦いで死去した。官位は民部小輔。
- 7代　武貞 - 守護職赤松満祐に属し、嘉吉元年（1441年）9月満祐の子赤松教康を奉じて伊勢に赴き自害した。官位は豊前守。
- 8代　有範 - 守護職赤松政村の重臣となった。永正8年（1511年）8月船岡山合戦にて戦死した。官位は左近衛将監。
- 9代　武久 - 細川高国に属し、大永7年（1527年）2月桂川原の戦いにて戦功をたて、天文8年（1539年）三木の戦で戦死した。官位は左衛門尉。
- 10代　朝貞 - 細川晴元の重臣となり、天正4年（1576年）没した。官位は豊後守。
- 11代　朝正 - 別所長治に属し、天正7年2月6日 (旧暦)（1579年3月3日）三木平山役に戦死した。子朝員は隠居した。官位は玄蕃助。
- 12代　武則 - 豊臣秀吉に属し、戦功多く活躍した。晩年については諸説あり[8]。